# Heinz Kuhrüber
 (signalé en mai 2025).
Si vous disposez d'ouvrages ou d'articles de référence ou si vous connaissez des sites web de qualité traitant du thème abordé ici, merci de compléter l'article en donnant les références utiles à sa vérifiabilité et en les liant à la section « Notes et références ».
- Archive Wikiwix
- Bing
- Cairn
- DuckDuckGo
- E. Universalis
- Gallica
- Google
- G. Books
- G. News
- G. Scholar
- Persée
- Qwant
- (zh) Baidu
- (ru) Yandex
- (wd) trouver des œuvres sur Wikidata

Heinz Kuhrüber est un patineur artistique allemand, double champion est-allemand en simple et en danse glace en 1954.

## Biographie

### Carrière sportive
Heinz Kuhrüber est champion d'Allemagne de l'Est en simple en 1954. Il pratique également la danse sur glace avec sa partenaire Ingelore Gotsch, avec qui il obtient le titre national également en 1954.
Il ne participe jamais aux championnats d'Europe, aux championnats du monde et aux Jeux olympiques d'hiver.

## Palmarès
Avec sa partenaire Ingelore Gotsch en danse sur glace.
| Compétitions en Individuel                                        | 1950 | 1951 | 1952 | 1953 | 1954 | 1955 |
| Jeux olympiques d'hiver                                           |      |      |      |      |      |      |
| Championnats du monde                                             | CI   |      |      |      |      |      |
| Championnats d’Europe                                             | CI   |      |      |      |      |      |
| Championnats d'Allemagne de l'Est                                 |      | 2e   | 3e   | 2e   | 1er  | F    |
| Compétitions en danse sur glace                                   | 1950 | 1951 | 1952 | 1953 | 1954 | 1955 |
| Championnats du monde                                             |      |      |      |      |      |      |
| Championnats d’Europe                                             |      |      |      |      |      |      |
| Championnats d'Allemagne de l'Est                                 |      |      |      |      | 1er  | 2e   |
| Légende : F = Forfait ; CI = Championnats interdits aux allemands |      |      |      |      |      |      |